# ОбьГЭС (микрорайон)
Микрорайон ОбьГЭС (ранее Левые Чёмы) — микрорайон в левобережной части Советского района города Новосибирска в Новосибирской области России. Появился во время строительства Новосибирской ГЭС на месте Нижнечемской деревни. В 1958 году был включён в состав города.

## Расположение
С севера к микрорайону примыкает посёлок Огурцово и территория Новосибирского района, которая разделяет его с основной частью новосибирского левобережья, с запада — Плановый посёлок, с юго-запада — посёлок Голубой Залив. С юго-восточной стороны микрорайон ограничен Обью и Новосибирским водохранилищем.

## История
Микрорайон появился в конце 1950-х годов на месте Нижнечемской деревни (Нижние Чемы), первые упоминания о которой относятся к 1734 году.
В конце 1940-х годов в Нижние Чемы приезжают первые строители, они селятся в вагончики, брезентовые палатки, снимают жильё в окрестных поселениях.
В 1950 году начинается строительство Новосибирской ГЭС.
16 апреля 1958 года был образован Советский район, в который вошли Левые и Правые Чёмы, Огурцово, Академгородок, Нижняя Ельцовка и ряд других населённых пунктов. В этом же году в новом районе происходит масштабное переименование улиц, так как многие улицы включённых в его состав поселений имели одинаковое название с улицами Новосибирска. Переименование коснулось и улиц Левых Чём. Так, улицу Сталина переименовали в Энгельса, Чкалова — в Часовую, Ленина — в Молодости и т. д.
В 1959 году строящуюся ГЭС посетил Никита Хрущёв, который остался недоволен медлительностью и дороговизной стройки.
29 июля 1959 года Новосибирскую ГЭС посетил будущий президент США Ричард Никсон.
12 августа 1961 года гидроэлектростанцию приняли в постоянную эксплуатацию.
В 1997 году в микрорайоне была сдана в эксплуатацию канализационная насосная станция (КНС-12) производительностью 80 м³ в сутки.
4 января 2008 года в микрорайоне произошла авария котельной, причиной происшествия послужила остановка насосов из-за скачка электронапряжения. Во время перехода на резервный источник питания последовал гидроудар, в результате которого произошёл прорыв теплотрассы и остановка в работе теплосети. 11 356 человек остались без тепла в тридцатиградусный мороз. Детский сад, вечерняя школа и 43 жилых дома были отключены от системы теплоснабжения. 6 января было восстановлено теплоснабжение в 40 домах, тем не менее 7 января без отопления и горячей воды оставались ещё 947 человек (67 детей).
В 2009 году на улице Часовой заработала новая газовая котельная с установленной мощностью в 115 МВт.

## Улицы

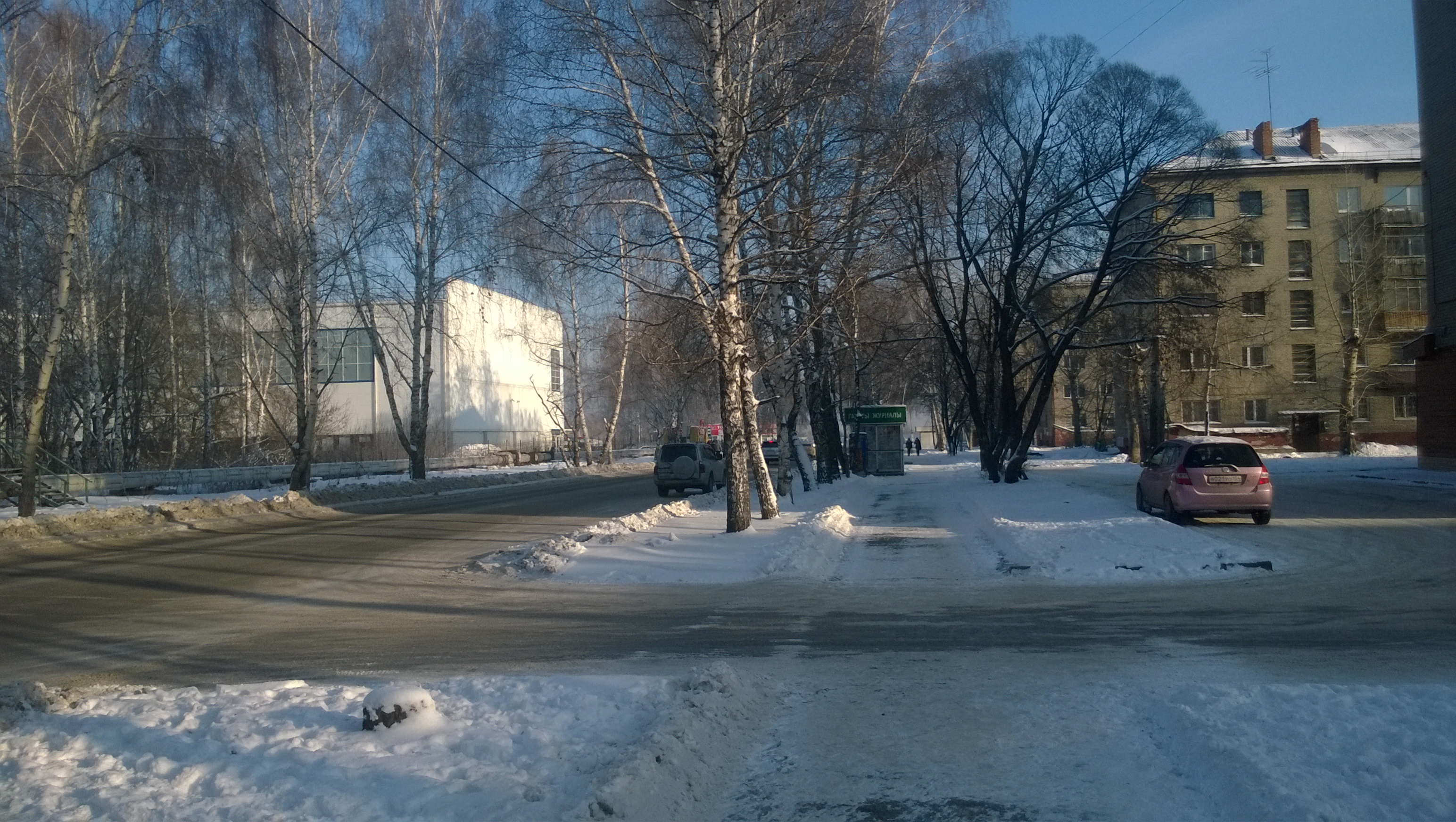
Часовая улица
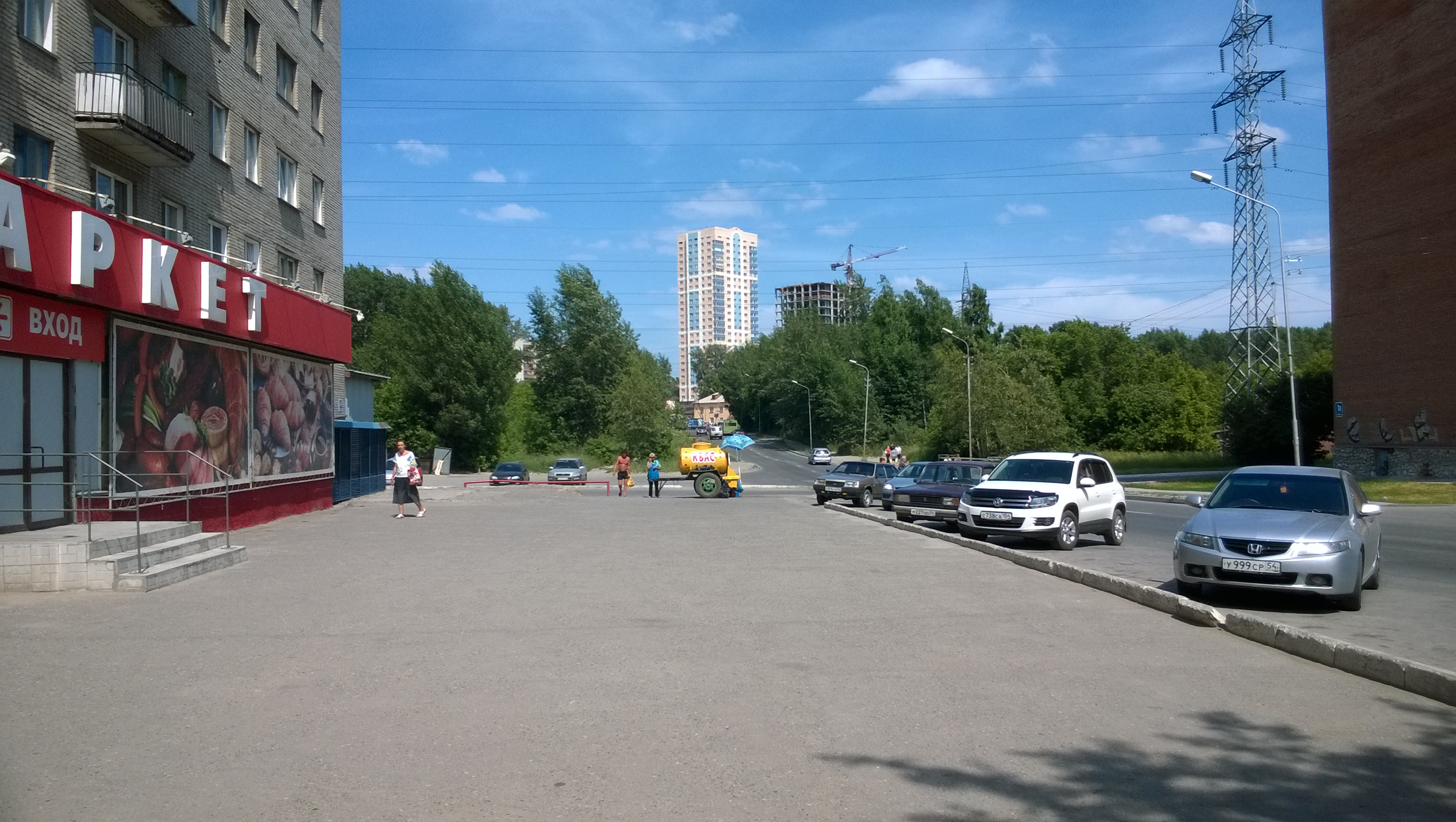
Софийская улица
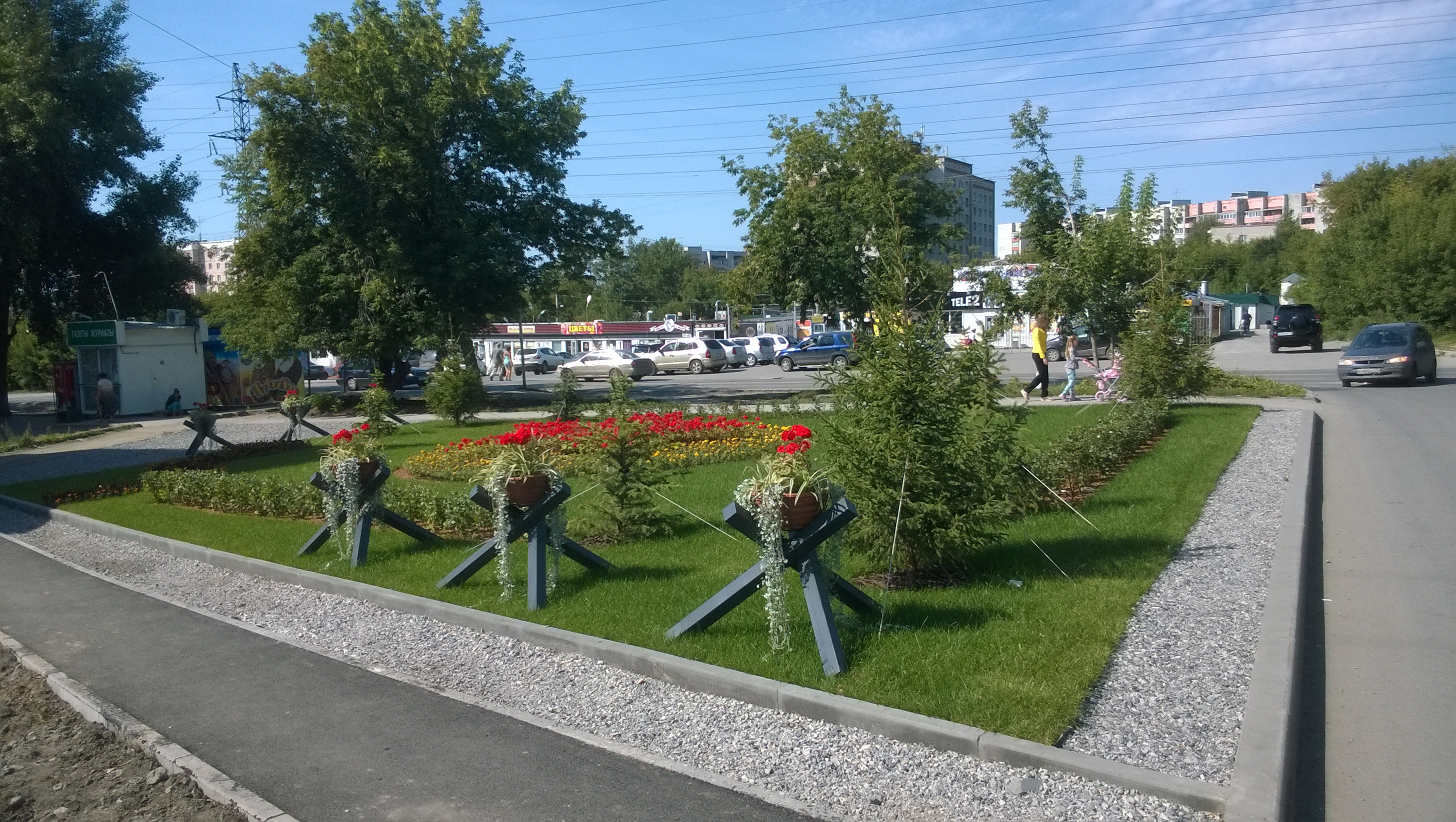
Перекрёсток улиц Динамовцев и Гидромонтажной
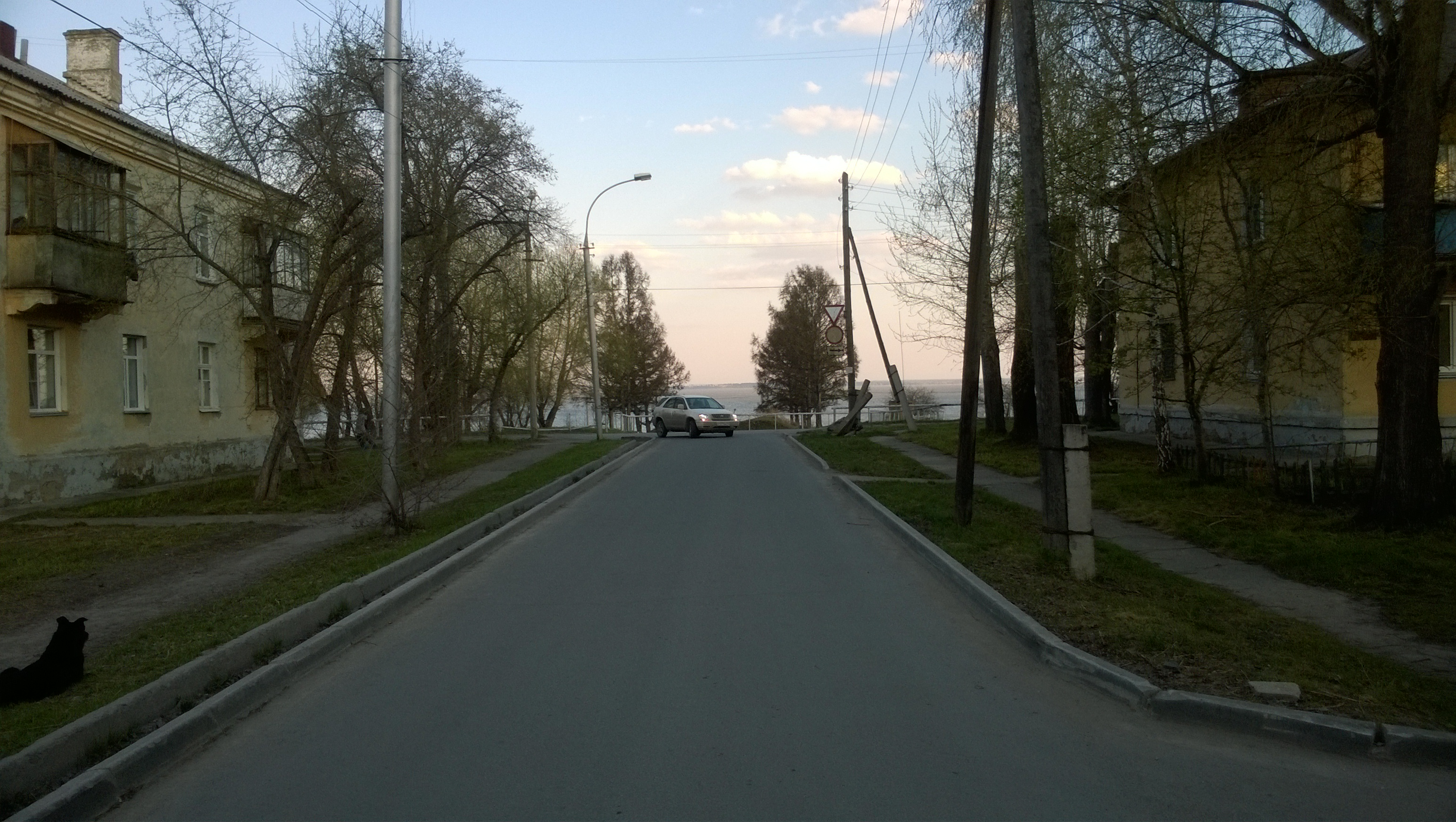
Улица Мухачёва
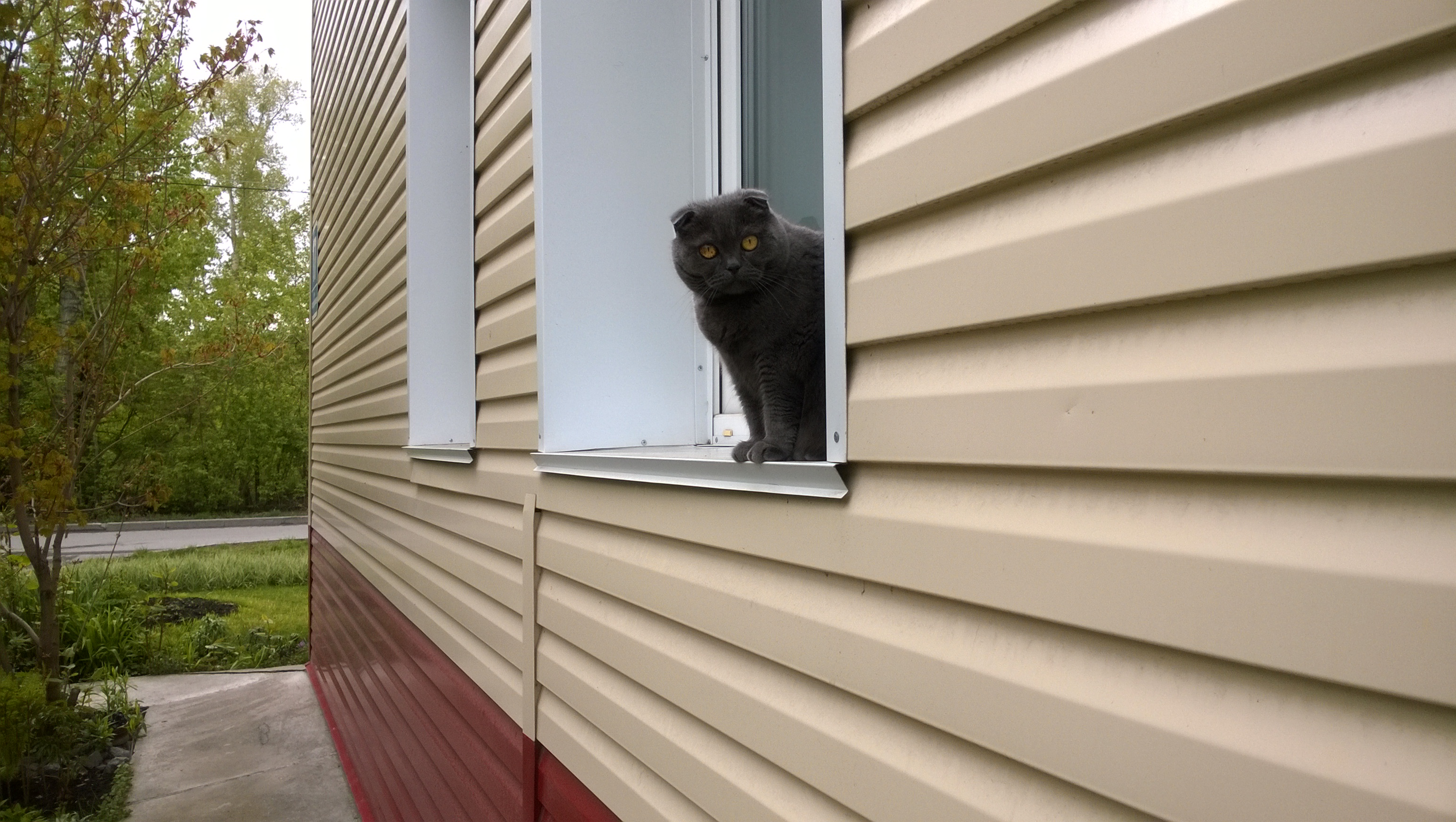
Красноуфимская улица

## Достопримечательности
- Дом культуры «Приморский» — культурное учреждение, открытое в 1956 году. Старейший дом культуры на территории Советского района[8];
- Плотина Новосибирской ГЭС;
- Мозаичное панно «Покорители Оби» — памятник гидростроителям, созданный в 1970 году заслуженным художником РСФСР Владимиром Соколом[9][10];
- Памятник воину-освободителю «Алёша»;
- Храм Архистратига Михаила.

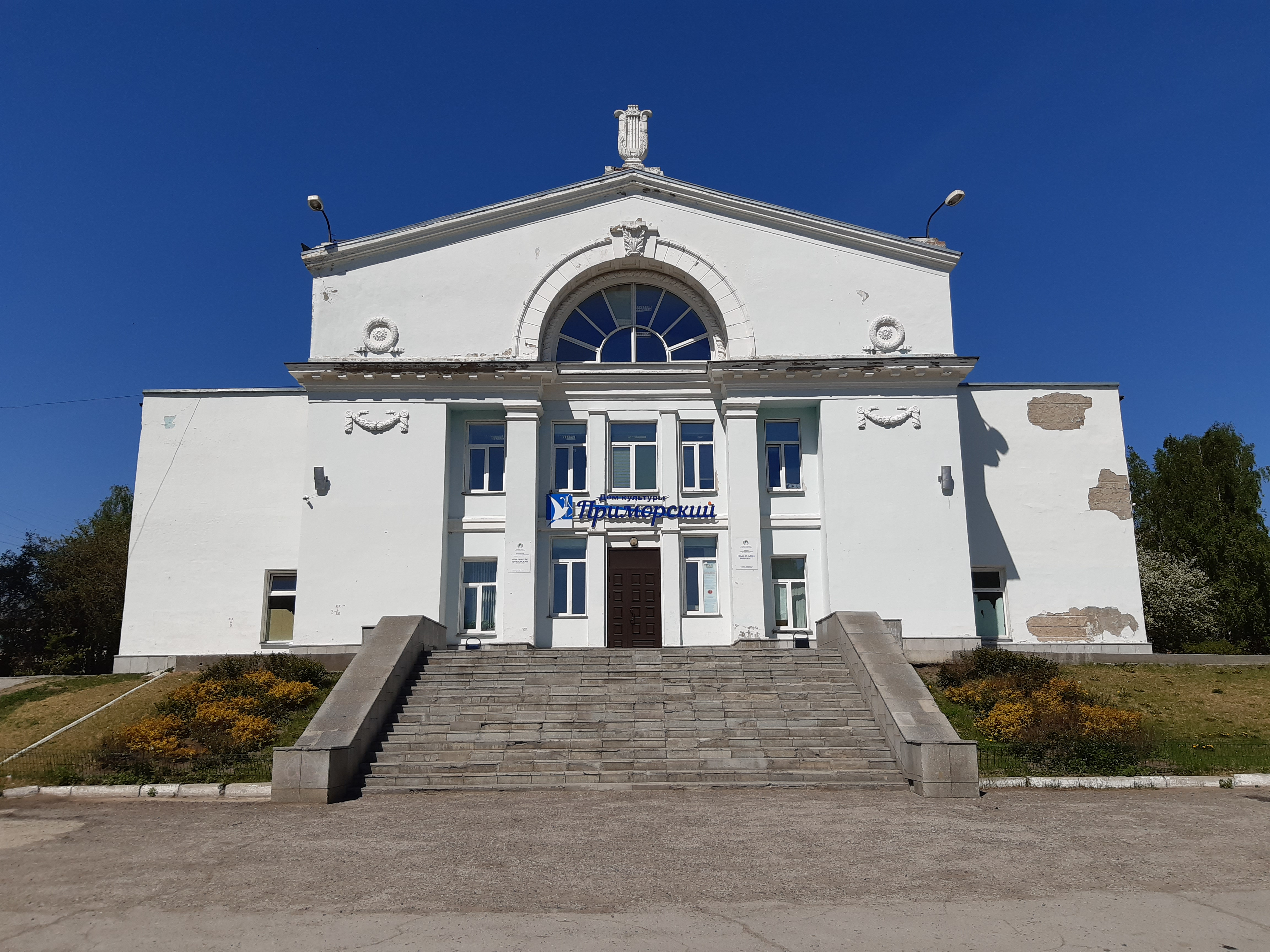
ДК «Приморский»
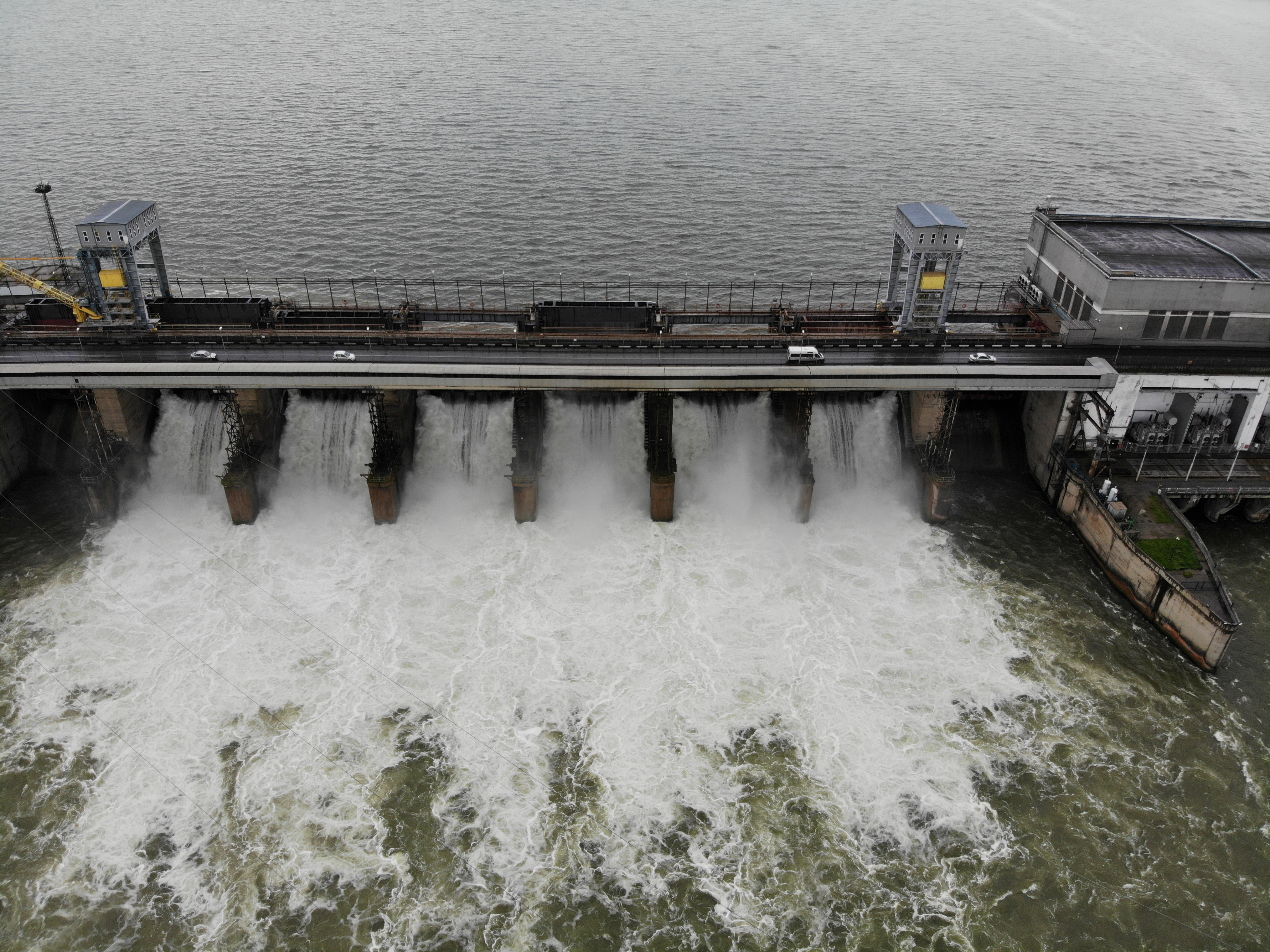
Новосибирская ГЭС
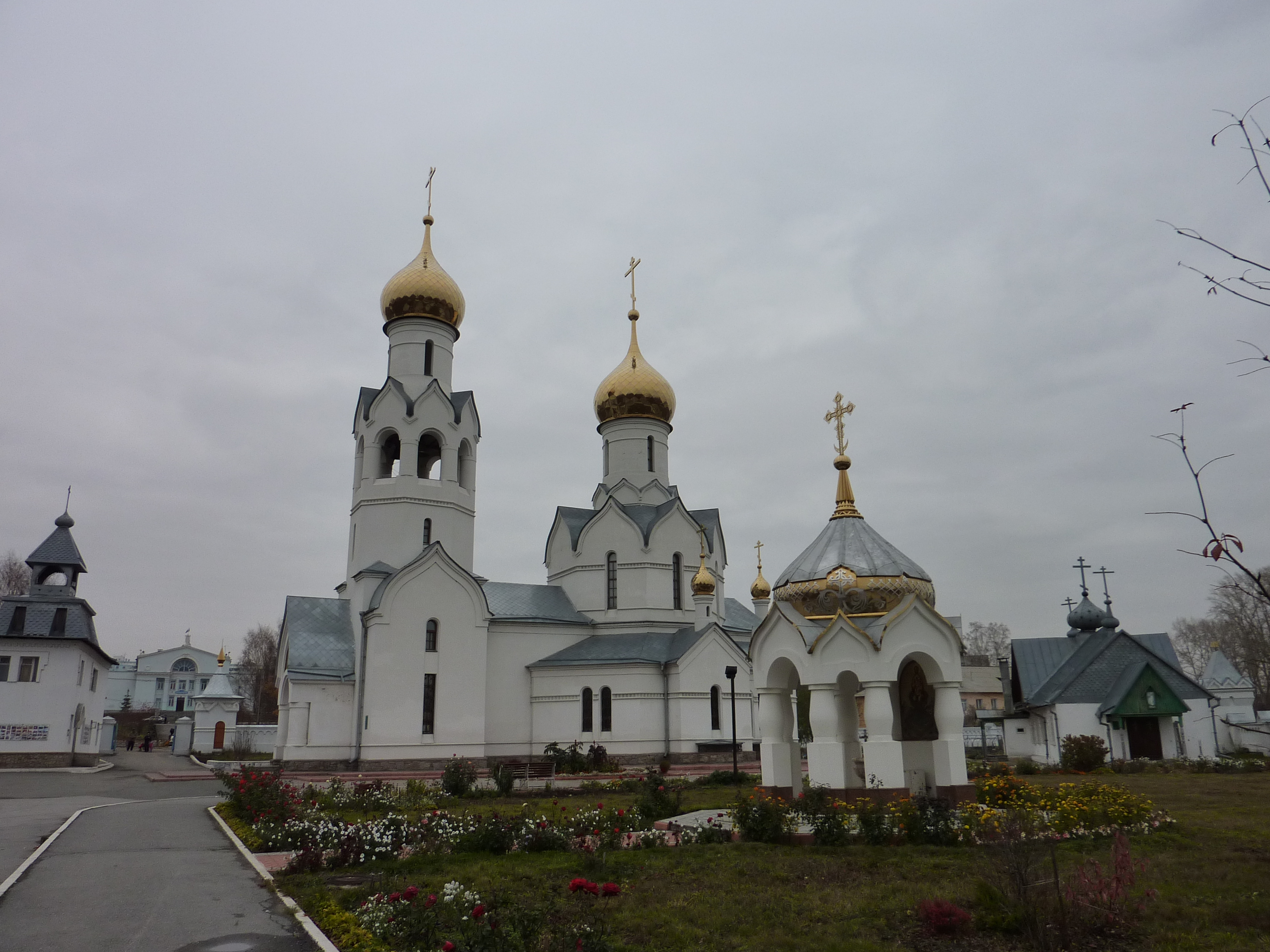
Храм Архистратига Михаила

## Кладбища
Рядом с микрорайоном находится Чемское кладбище.

## Организации

### Промышленные предприятия
- Опытный завод;
- Новосибирский завод конденсаторов;
- Завод «Тайра» — предприятие, созданное в 1955 году для ремонта строительной техники возводившейся ГЭС[11];
- ОРМЗ
- Новосибирский завод железобетонных опор и свай;
- Сибирский центр фармакологии и биотехнологии;
- ООО «Контактные сети Сибири» — предприятие по производству различных металлоконструкций: для сборки линий связи, энергоснабжения, контактной сети на железных дорогах, также занимается цинкованнием опор и ригелей для железнодорожной инфраструктуры[12][13][14].

### Медицинские учреждения
- Городская клиническая больница № 3;
- Новосибирская психиатрическая больница № 3, в 2021 году была приспособлена для пациентов с COVID-19, состояние которых улучшилось после лечения в городской клинической больнице № 3[15].

### Другое
- Обская гидрометеорологическая обсерватория;
- Русгидро.

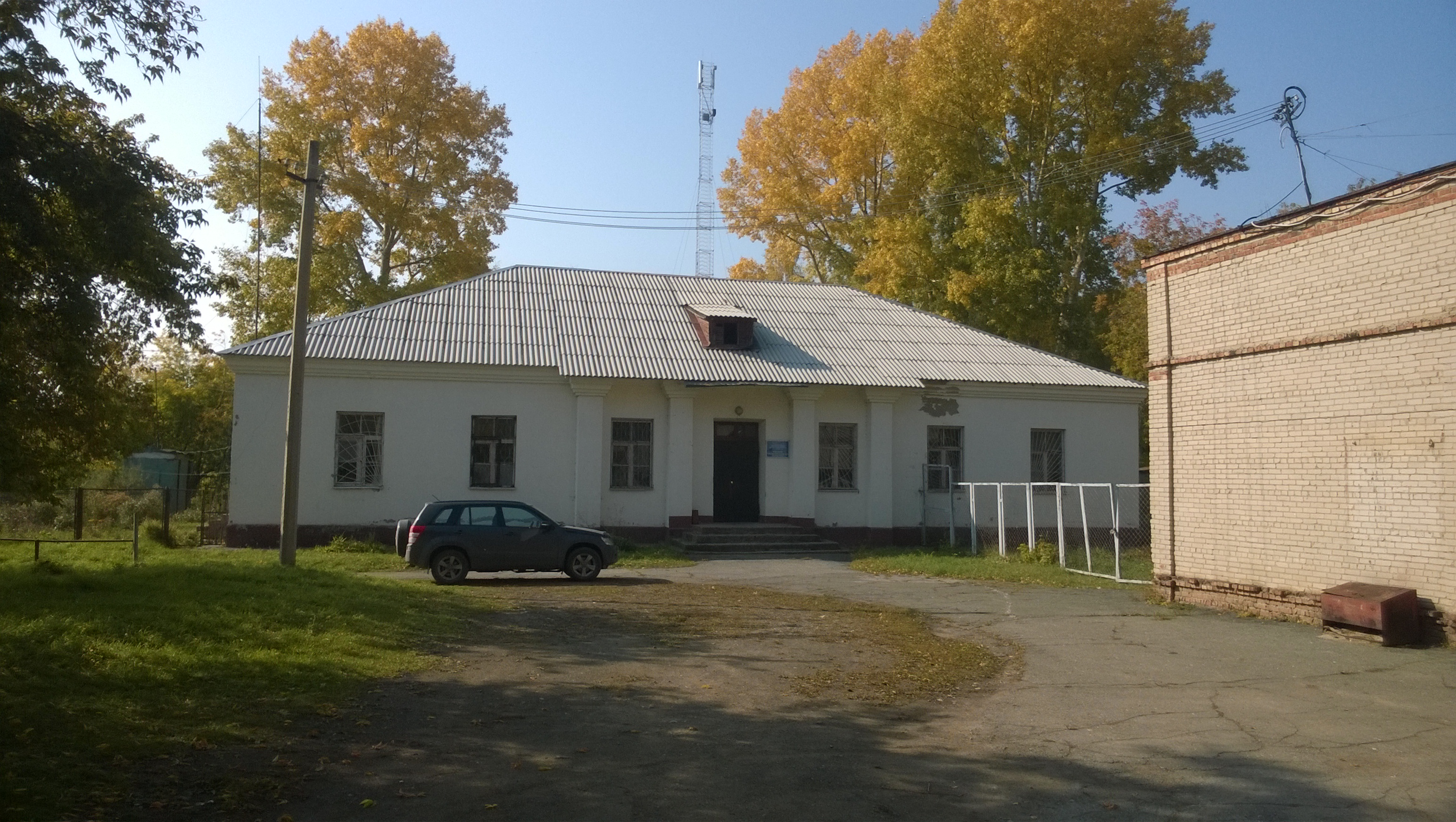
Гидрометеорологическая обсерватория
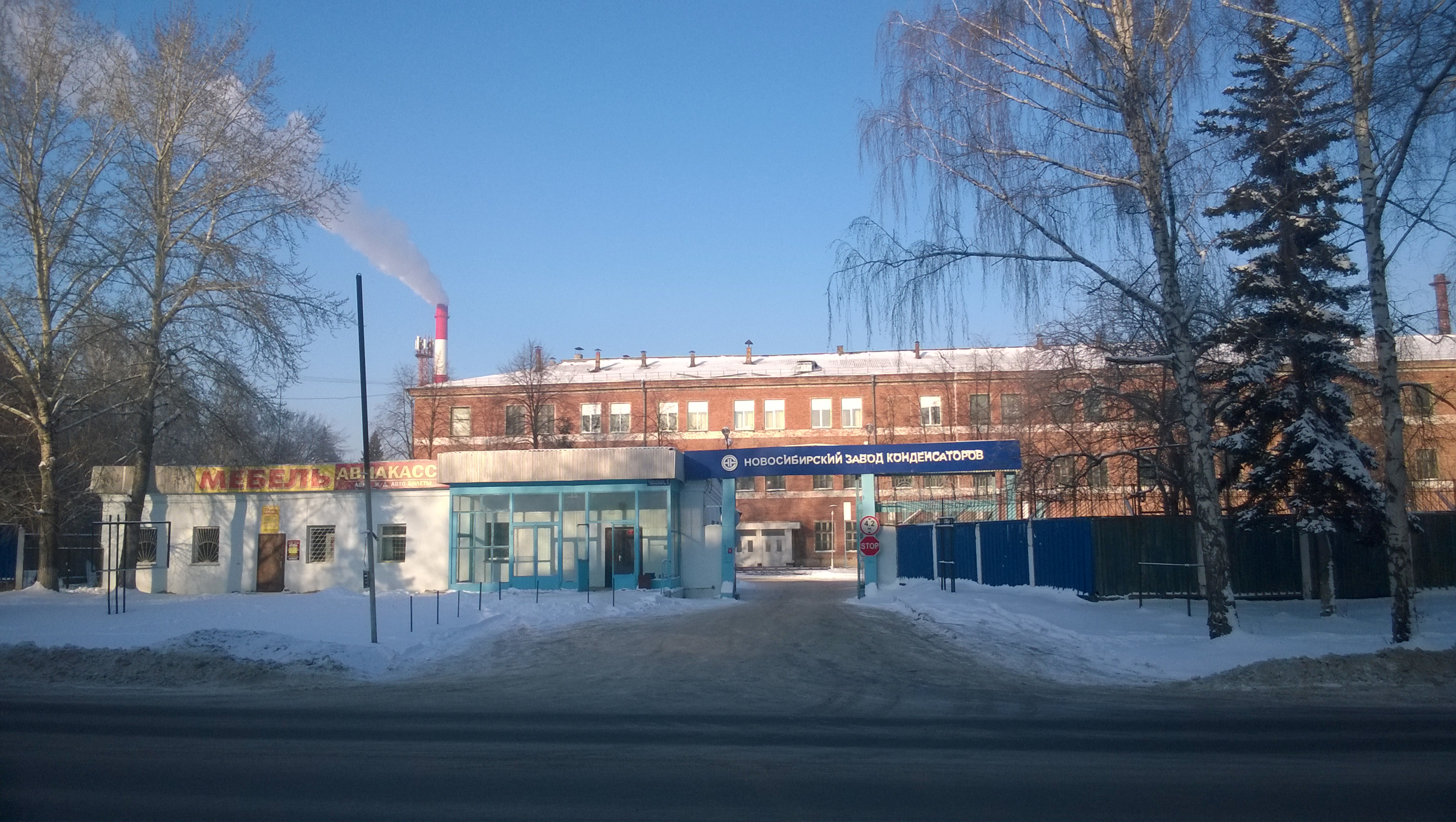
Новосибирский завод конденсаторов
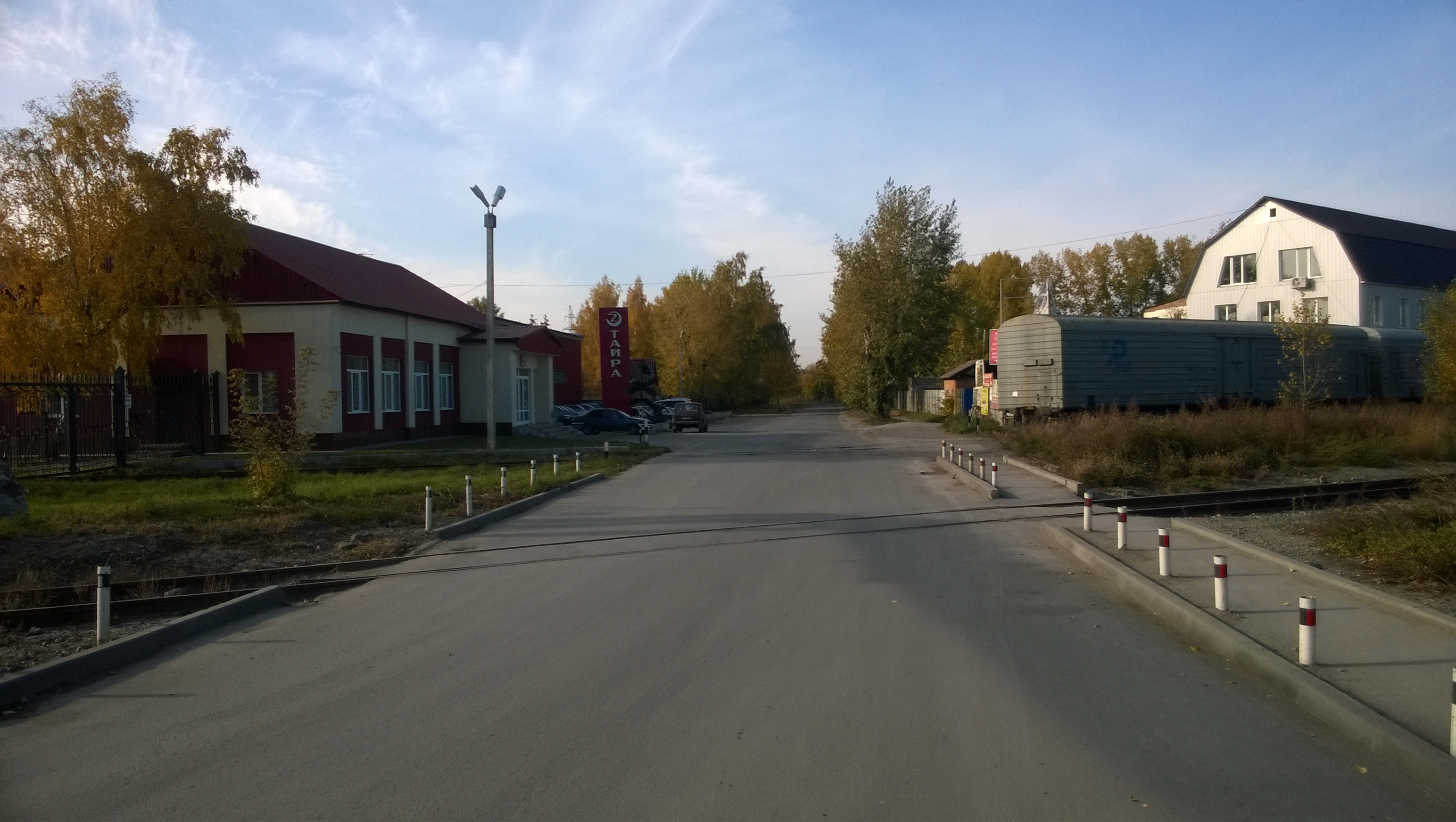
Завод «Тайра»

## Рекреационная зона
От плотины ГЭС на юго-запад идёт набережная, к которой с северо-западной стороны примыкает безымянная парковая зона. После набережной начинаются пляжи водохранилища, тянущиеся вдоль всего микрорайона на несколько километров.
Между пляжной полосой и Софийской улицей расположен Чемской бор, остаток сохранившегося после создания водохранилища леса, где в 1957 году рабочие-гидростроители организовали парк «У моря Обского», в котором регулярно проводятся различные мероприятия: Фестиваль лоскутных одеял, фестиваль авторской песни «Свой остров» и т. д. Также в парке расположен конный клуб.

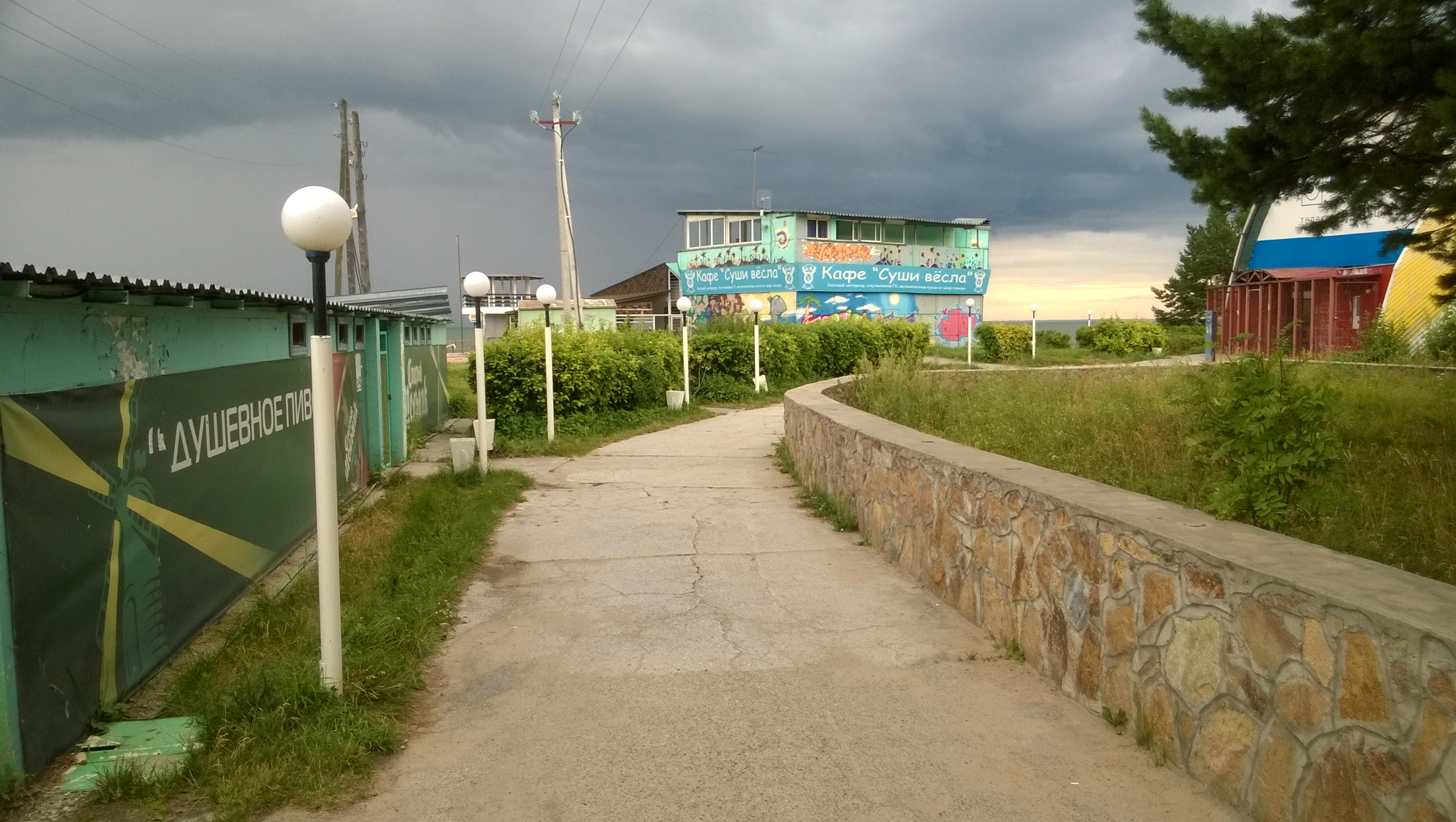
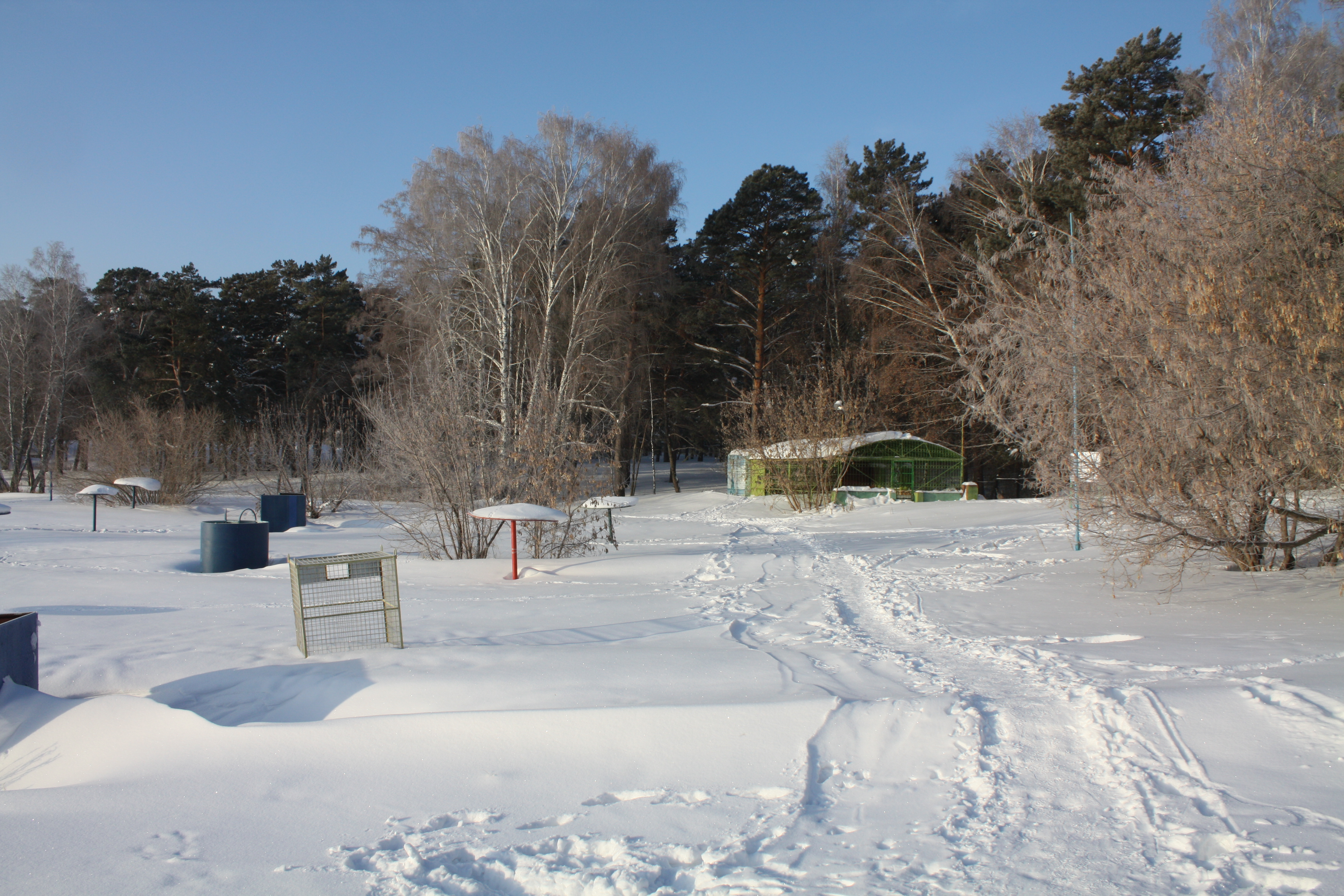
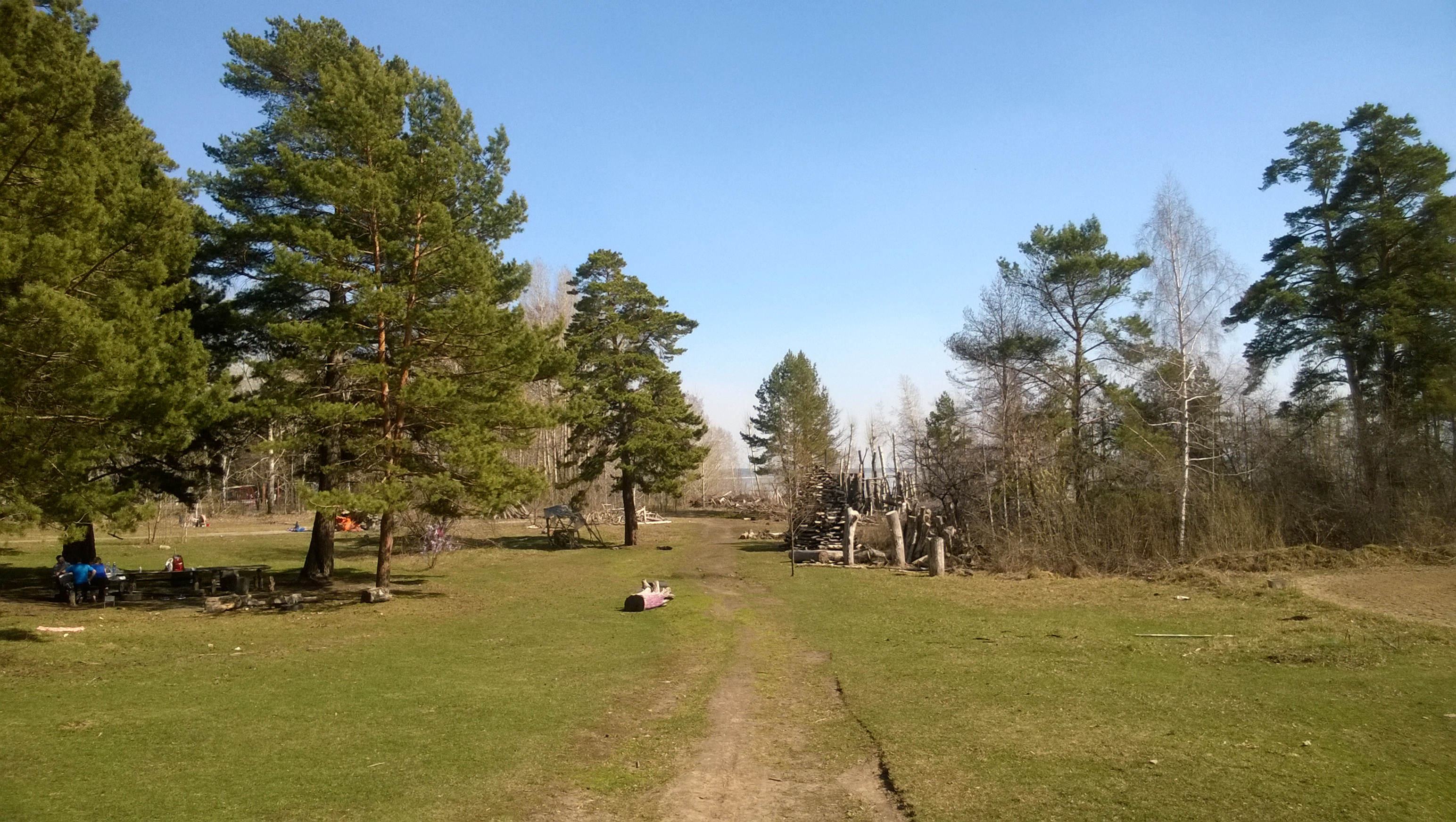
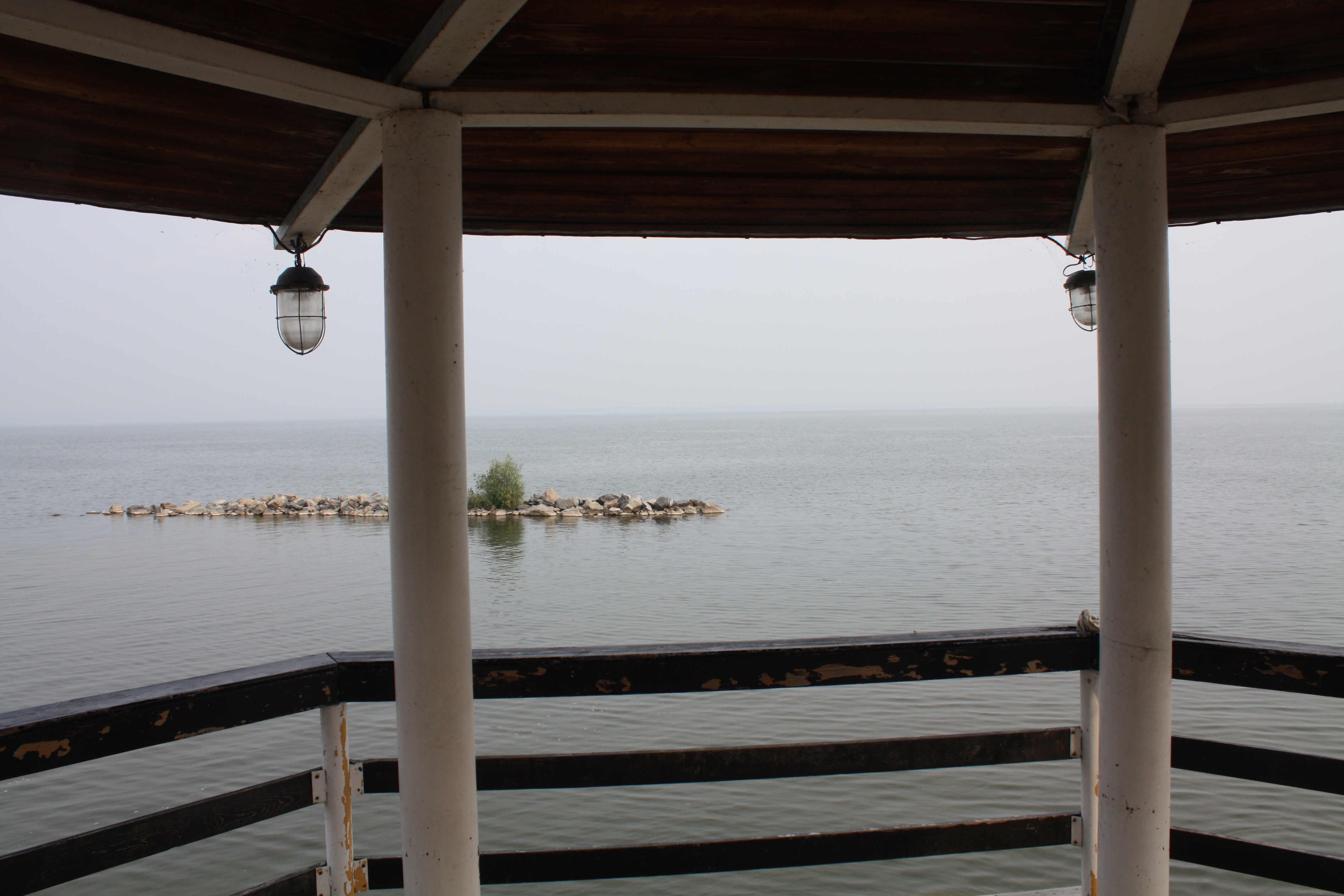

## Транспорт
После реконструкции в 2017 году автомобильной дороги между посёлком Верх-Тула и Ленинским объём грузового транспорта, следующего из последнего населённого пункта в сторону микрорайона, заметно увеличился; данный маршрут стал пользоваться спросом как менее затратный способ преодолеть расстояние между федеральной трассой «Иртыш» и Чуйским трактом через дамбу Новосибирской ГЭС в обоих направлениях. В связи с ростом трафика увеличилась нагрузка на дорожное полотно одной из местных улиц — Софийской. По оценкам ТУАД, в 2018 году число автомобилей, проехавших от Верх-Тулы до микрорайона ОбьГЭС, составило 1 млн 807 тыс. единиц, тогда как в 2022 году этот показатель достиг уже 2 млн 792 тыс.

## В произведениях искусства
Микрорайон запечатлён в работе новосибирской художницы Ирины Корнушиной «ОбьГЭС».

## Известные жители
- Василий Архипович Бердышев (1908—1981) — уроженец деревни Нижне-Чемская, младший сержант Рабоче-крестьянской Красной Армии, участник Великой Отечественной войны, Герой Советского Союза (1943). Принимал участие в строительстве Новосибирской ГЭС. Похоронен в микрорайоне ОбьГЭС на Старом Чемском кладбище[18]. В его честь названа одна из улиц микрорайона.